# Muzea Kapitolińskie

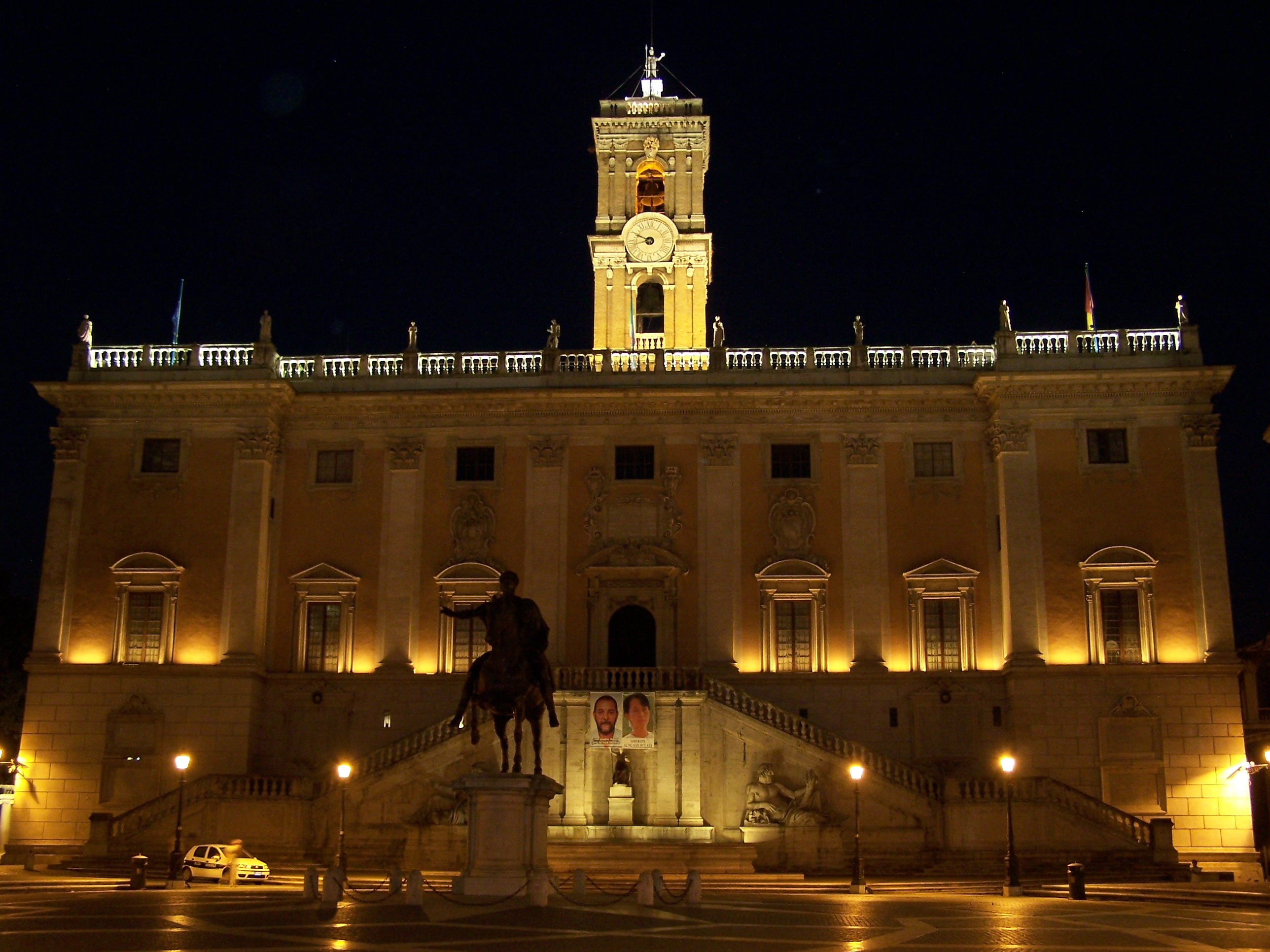
Pałac Kapitoliński przy Piazza del Campidoglio

Muzea Kapitolińskie (wł. Musei Capitolini) – grupa muzeów archeologicznych i sztuki znajdujących się przy placu na Kapitolu (Piazza del Campidoglio) w Rzymie (Włochy).
Pierwsze zbiory zostały podarowane miastu przez Sykstusa IV w 1471 r. Pochodzą one z kolekcji zgromadzonej w Pałacu Laterańskim. Mecenas kolejnych papieży i eksponaty odnalezione podczas prac wykopaliskowych pozwoliły zgromadzić bogatą kolekcję rzeźb antycznych. Do najciekawszych eksponatów należą m.in.: 
- Amor i Psyche – rzeźba grecka z III wieku p.n.e.,
- Faun – kopia greckiej rzeźby wykonana w II wieku
- Dwa centaury z willi Hadriana – kopie greckich rzeźb
- Wenus Kapitolińska – kopia greckiej rzeźby z IV wieku p.n.e.
- pozostałości kolosalnego posągu Konstantyna z bazyliki Maksencjusza
- Umierający Gal.

Wśród eksponatów można również zobaczyć oryginały Wilczycy kapitolińskiej i konnego pomnika Marka Aureliusza (na zewnątrz znajdują się kopie). 
Do kolekcji muzealnej należy także Pinakoteka Kapitolińska założona przez Benedykta XIV w połowie XVIII wieku.

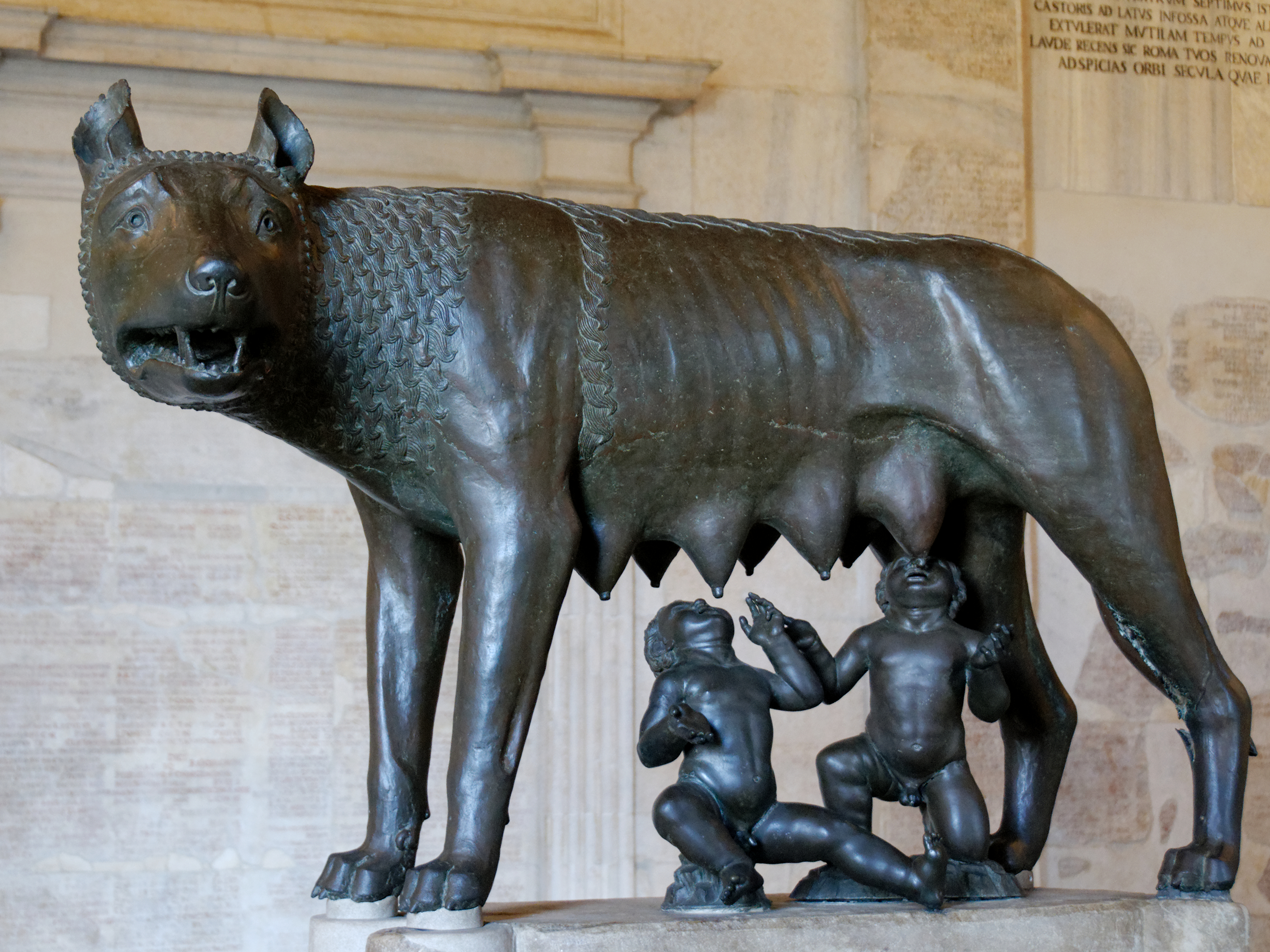
Wilczyca kapitolińska
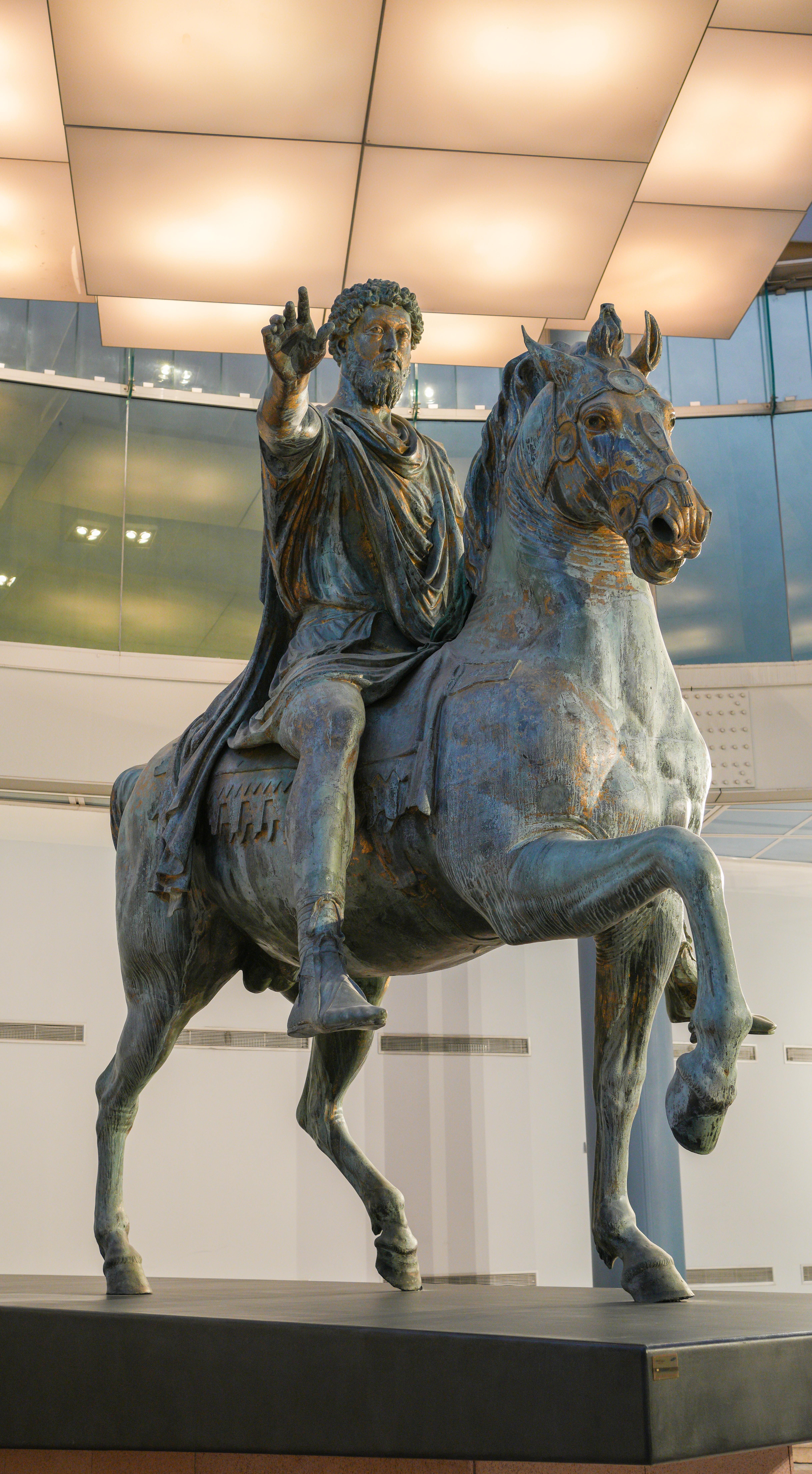
Pomnik konny Marka Aureliusza
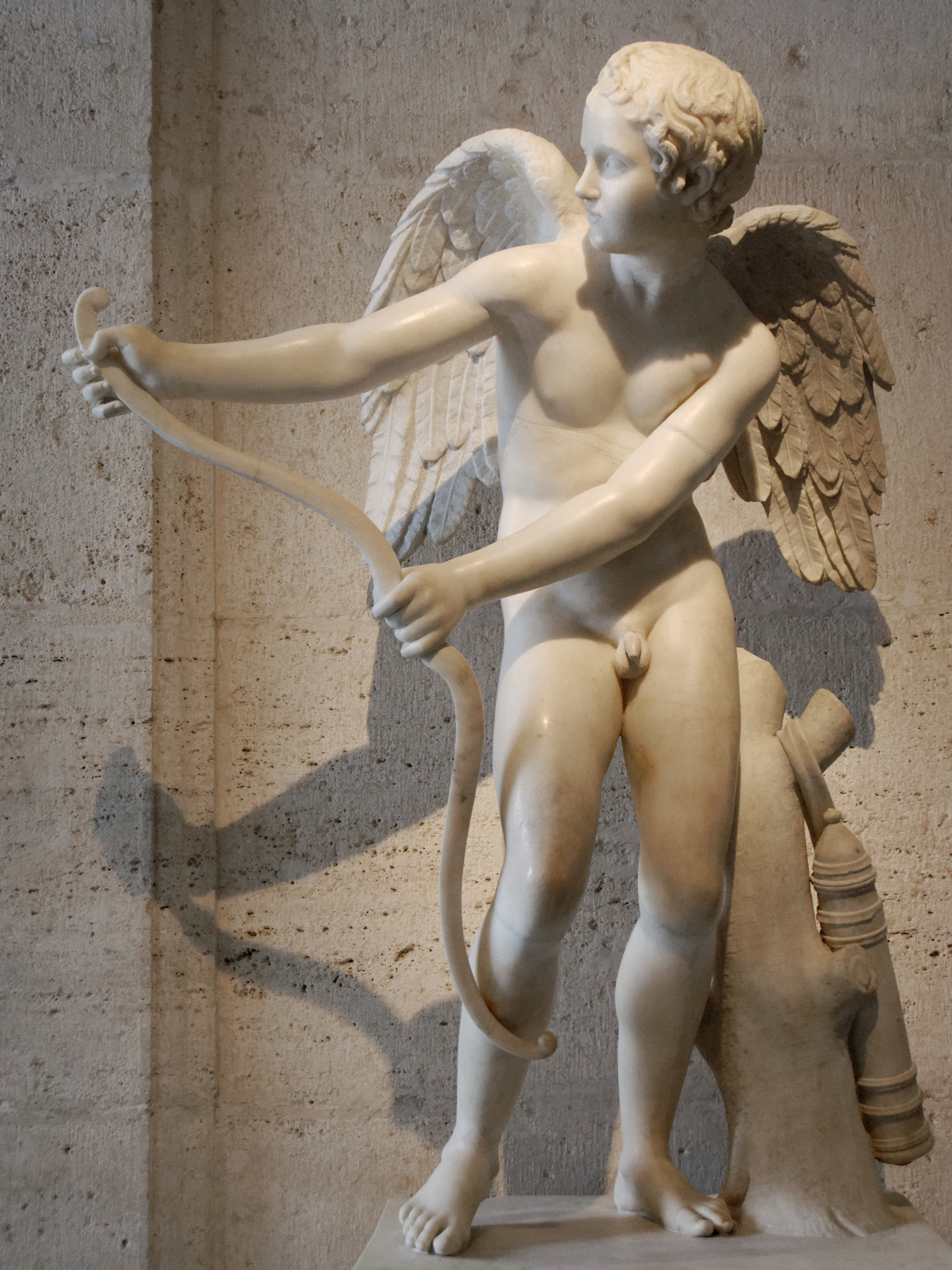
Łuk Erosa
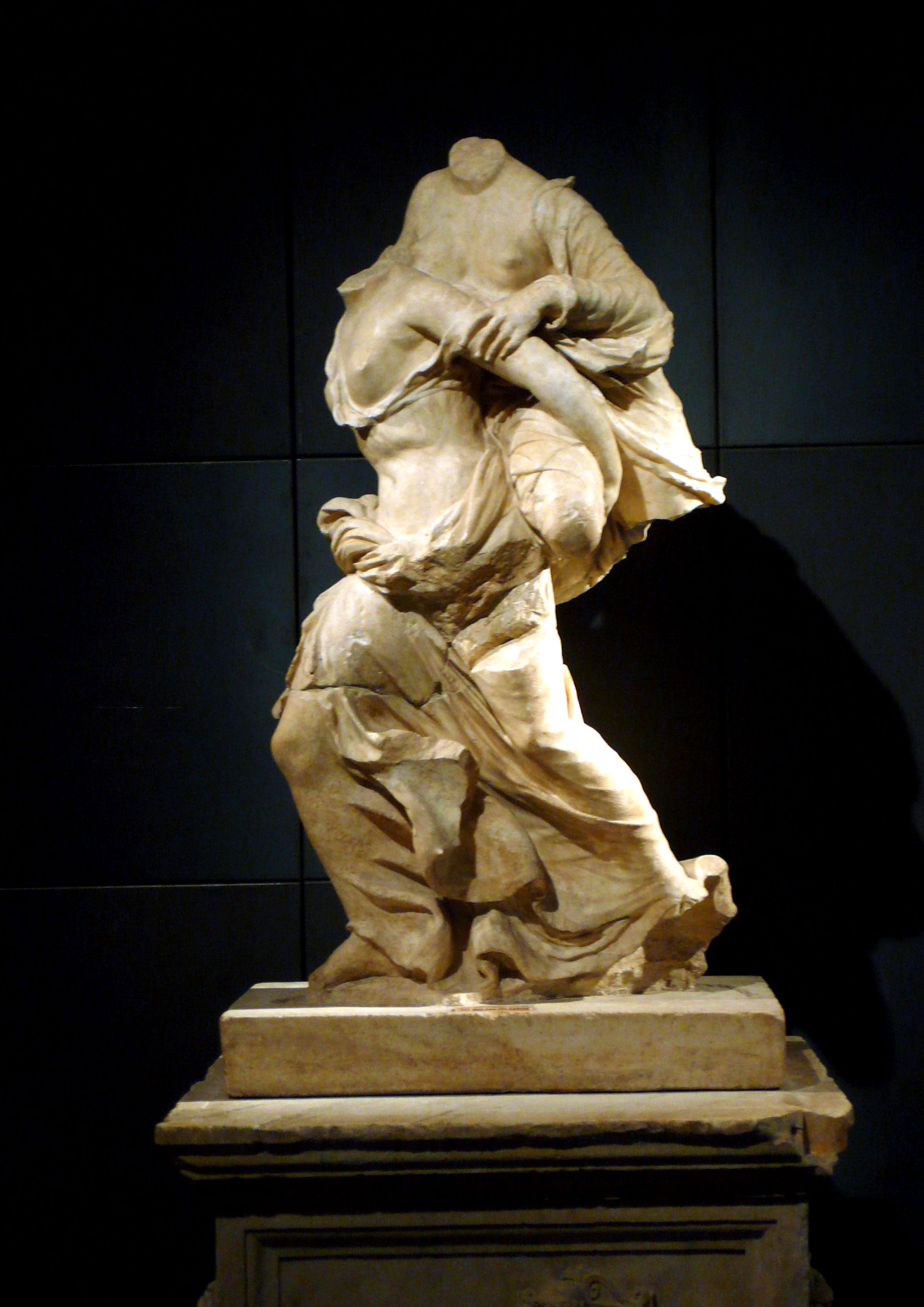
Ephedrismos
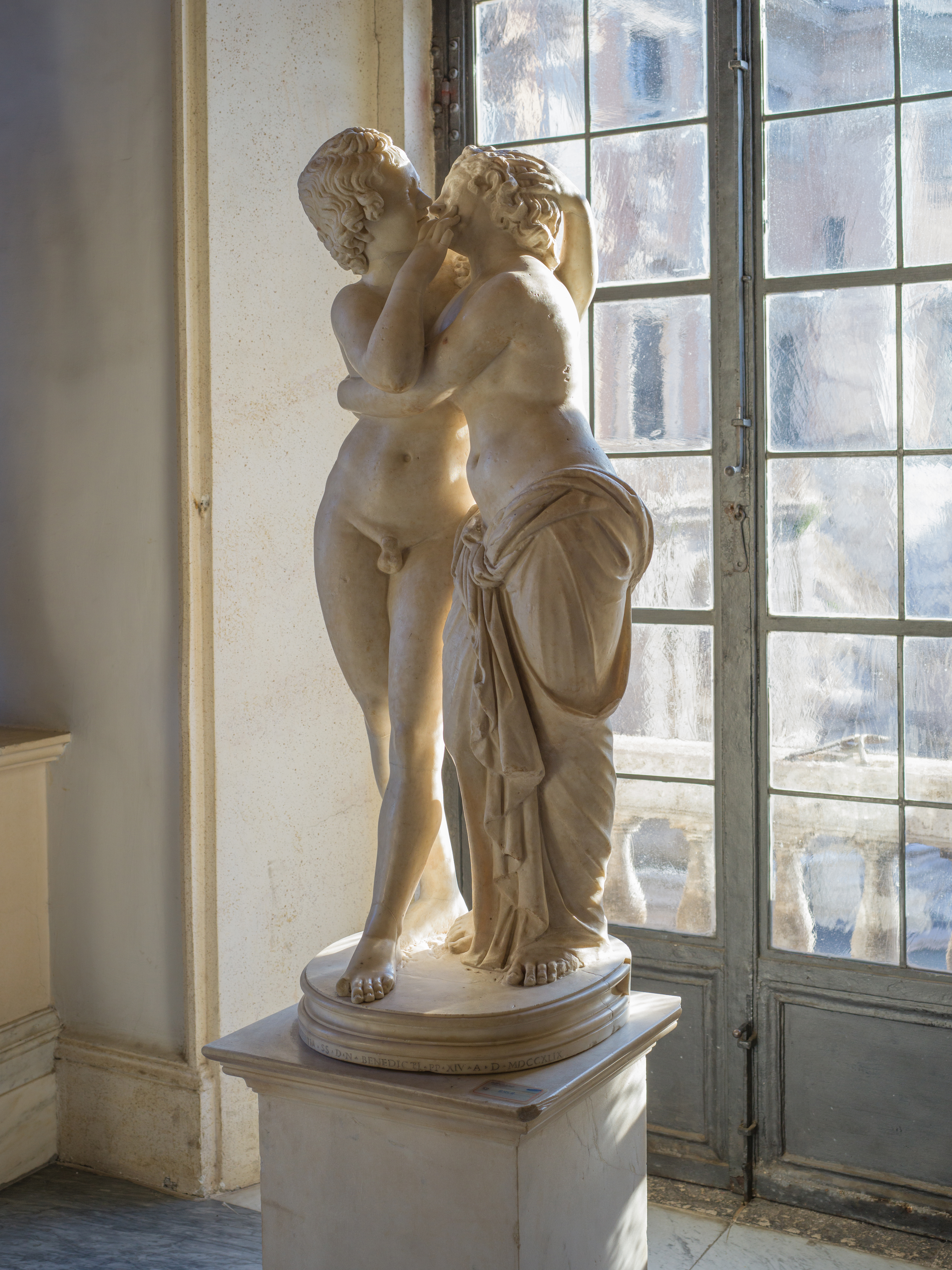
Amor i Psyche
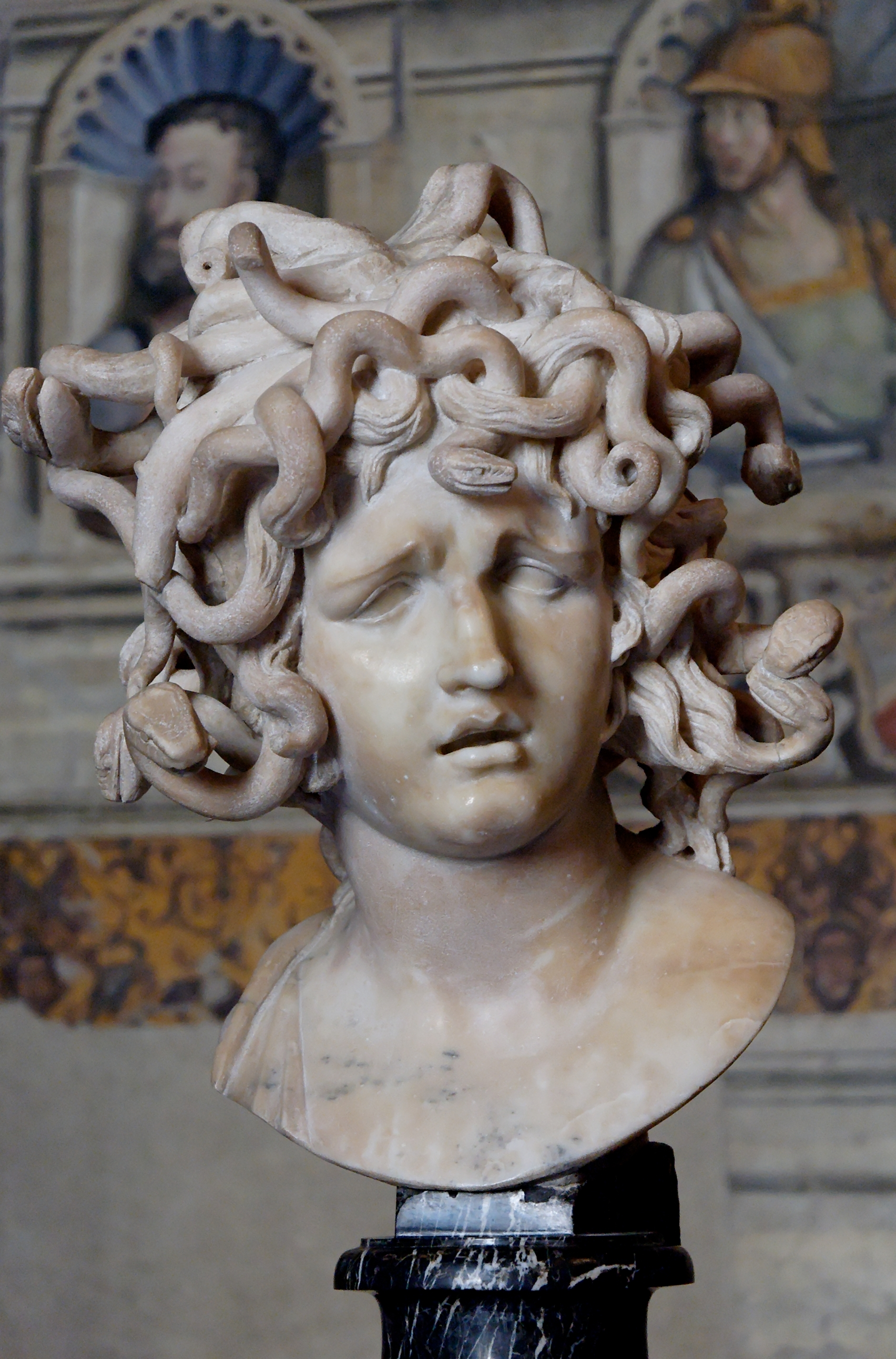
Gian Lorenzo Bernini, Głowa Meduzy
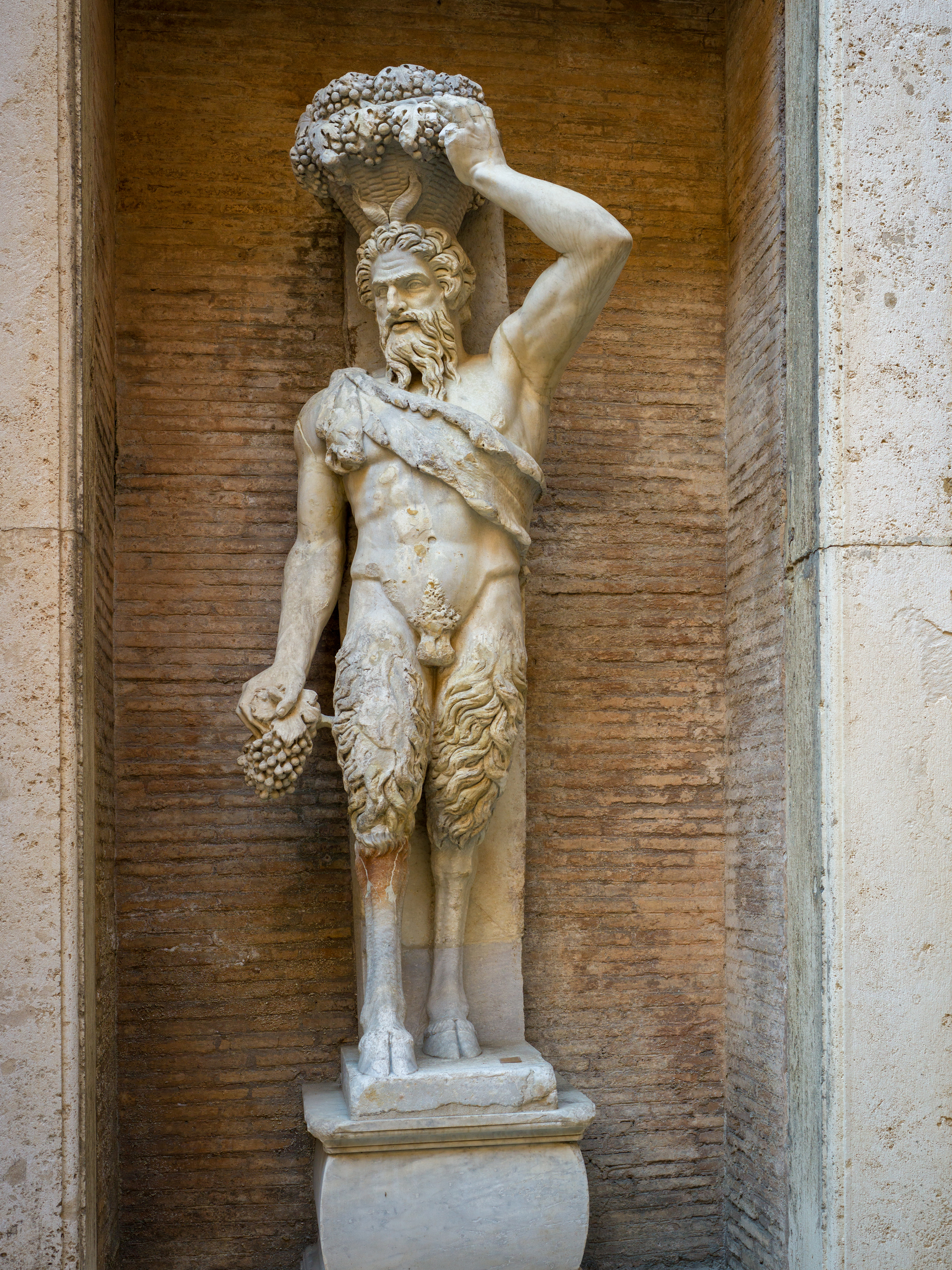
Satyr z doliny
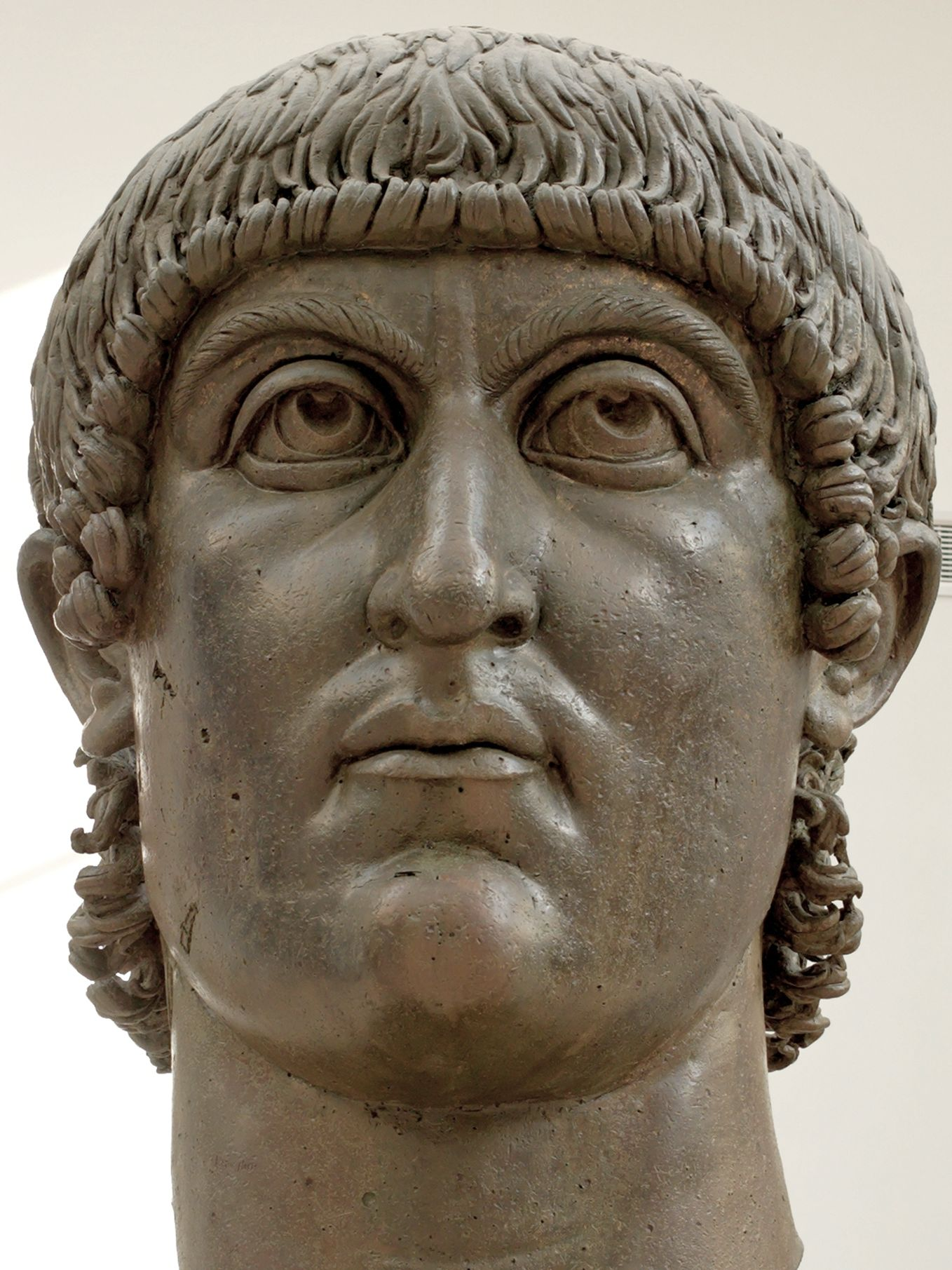
Głowa Konstantyna
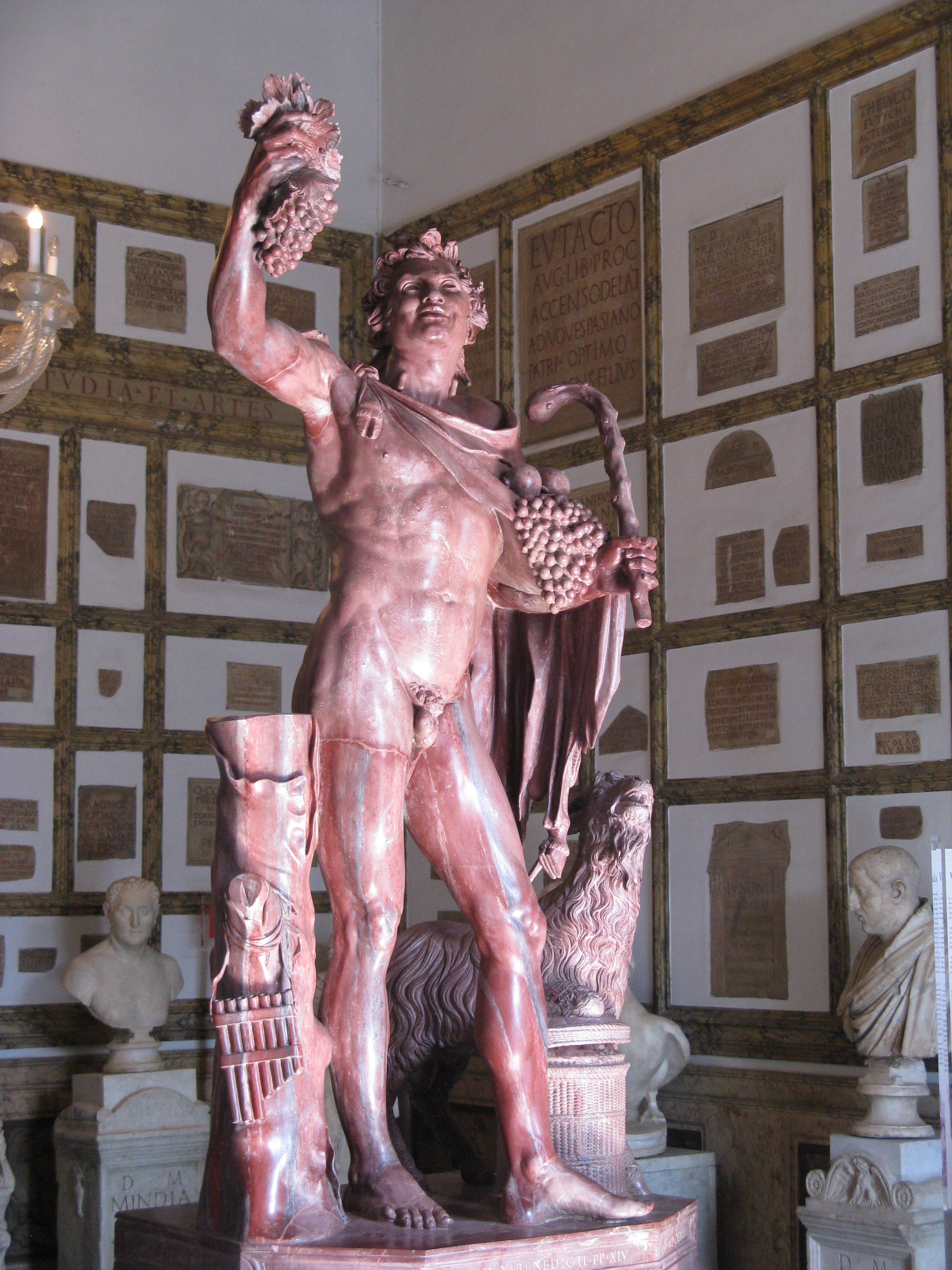
Bacchus
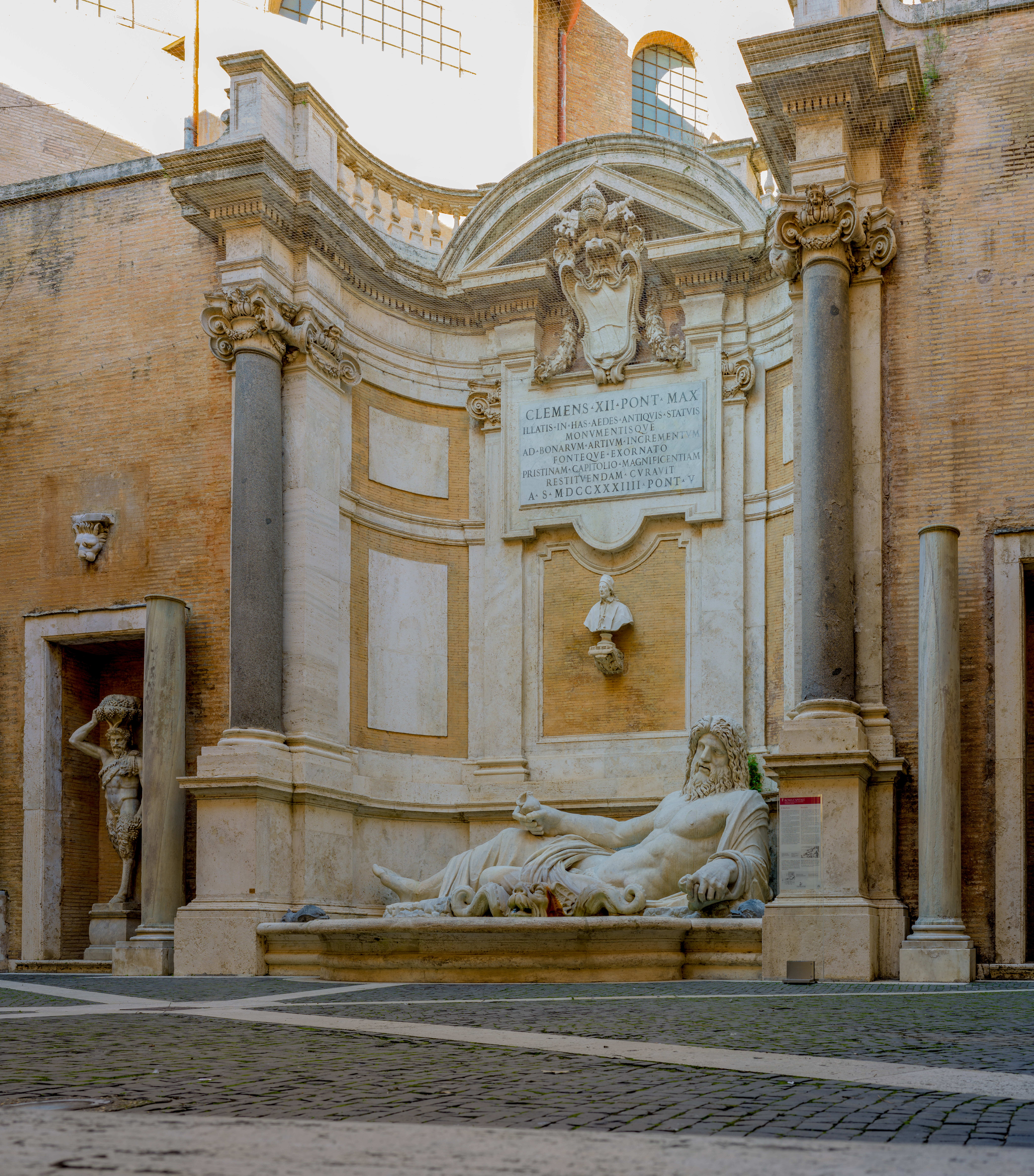
Marforio
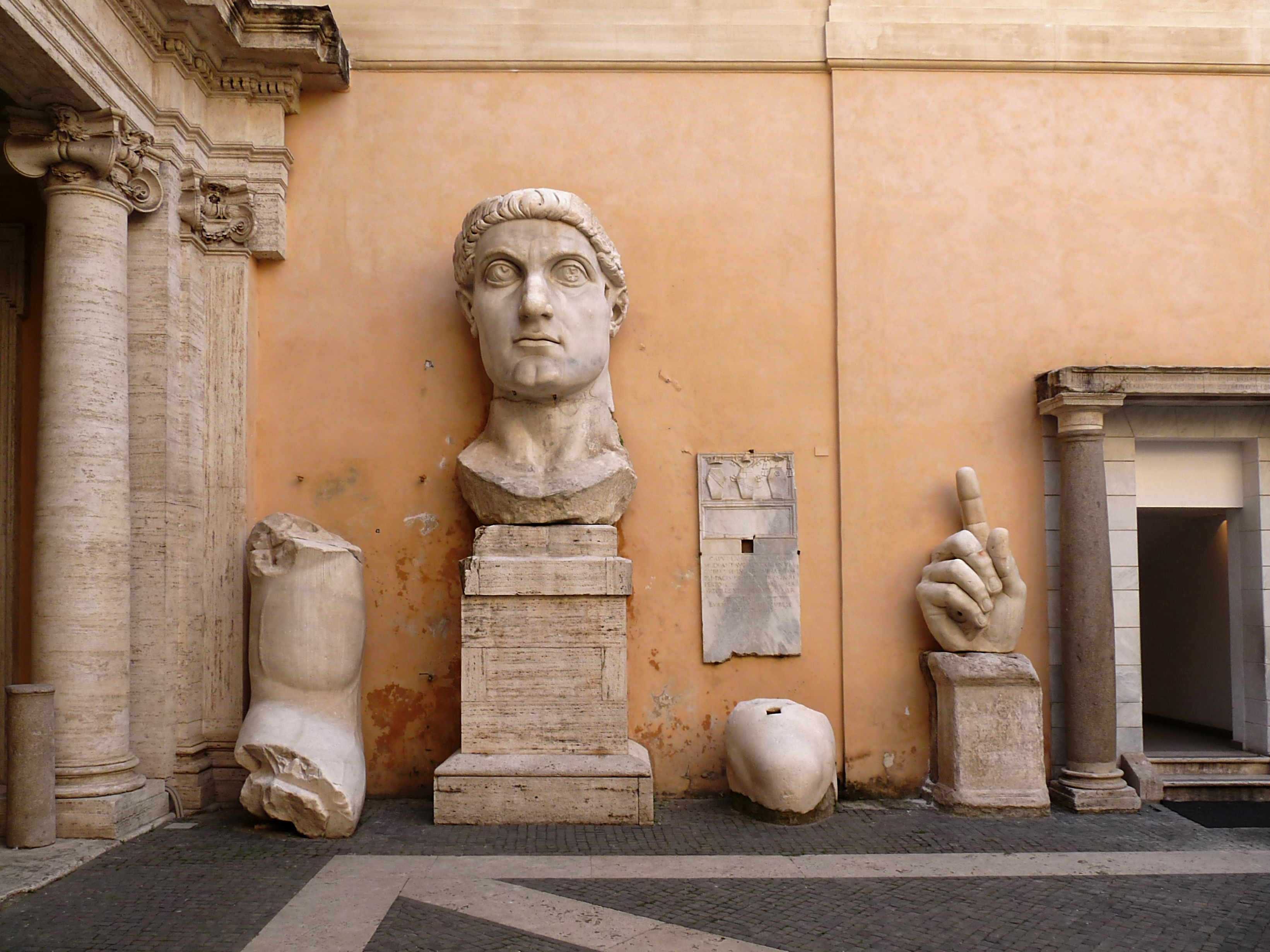
Kolos Konstantyna, fragmenty
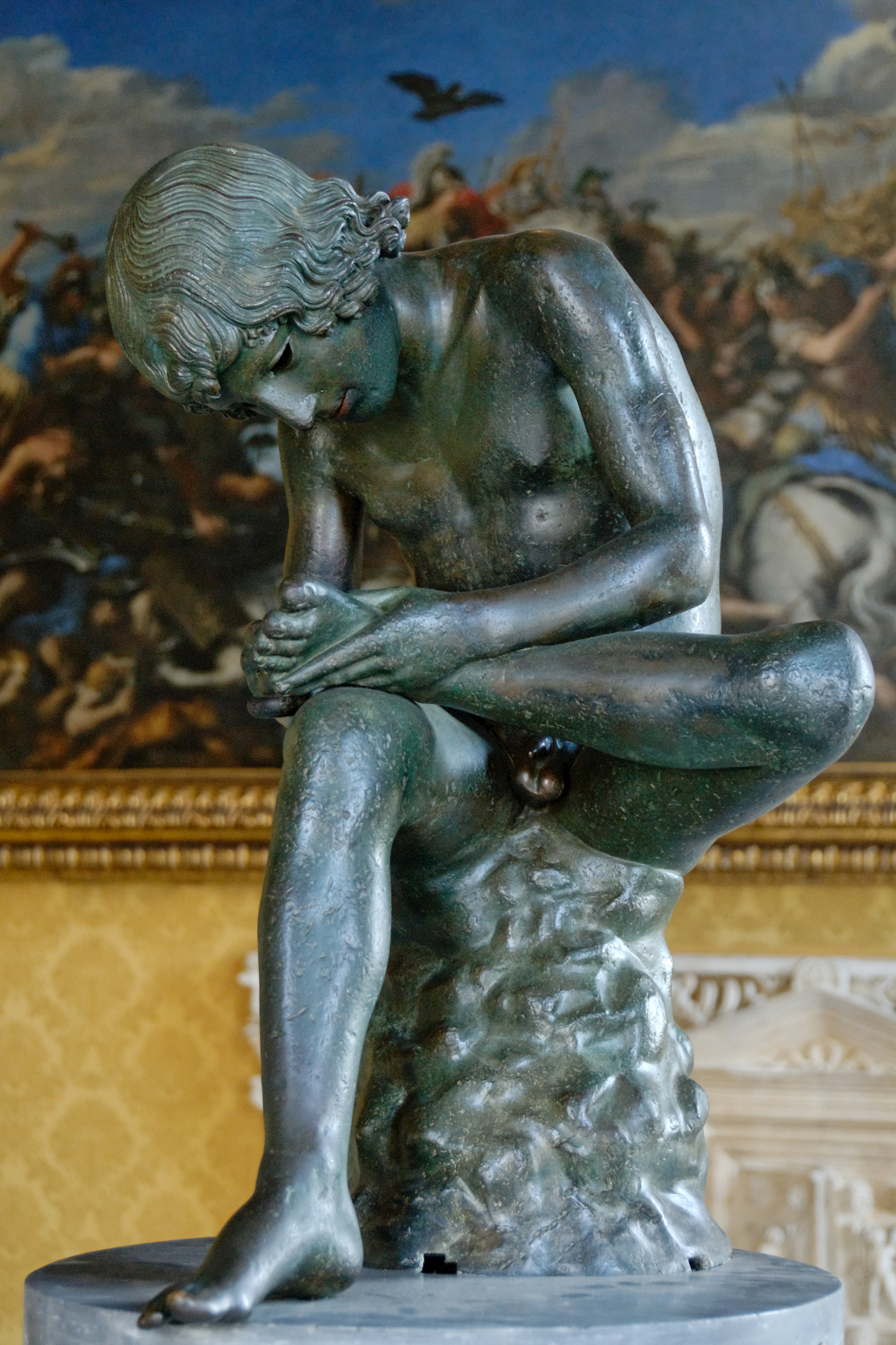
Spinario